# Luis Amorim
Pour les articles homonymes, voir Amorim.
Luis Amorim, né le 27 septembre 1977 à Osasco, est un coureur cycliste brésilien. Bon rouleur, il a notamment remporté à cinq reprises le championnat du Brésil du contre-la-montre.

## Palmarès et résultats

### Palmarès par année
- 2003
  -  Champion du Brésil du contre-la-montre
  - 6e étape du Tour de Santa Catarina (contre-la-montre)
- 2004
  -  Champion du Brésil du contre-la-montre
  - 6e étape du Tour de l'État de Sao Paulo (contre-la-montre)
  - Torneio de Verão :
    - Classement général
    - 4ea étape (contre-la-montre)

  - 2e du Tour de Rio de Janeiro
- 2005
  - 3e du championnat du Brésil du contre-la-montre
- 2006
  - 2e du championnat du Brésil du contre-la-montre
- 2007
  - Volta Inconfidencia Mineira :
    - Classement général
    - 1re étape (contre-la-montre)
- 2008
  - 1re étape du Tour de l'intérieur de Sao Paulo (contre-la-montre)
  - 3e étape du Tour de l'État de Sao Paulo (contre-la-montre)
  - 2e du Tour de l'intérieur de Sao Paulo
  - 2e du Tour de l'État de Sao Paulo
  -  Médaille de bronze du contre-la-montre aux championnats panaméricains
- 2009
  - Tour de l'intérieur de Sao Paulo :
    - Classement général
    - 4e étape (contre-la-montre)
- 2010
  -  Champion du Brésil du contre-la-montre
- 2012
  -  Champion du Brésil du contre-la-montre
- 2013
  -  Champion du Brésil du contre-la-montre
- 2014
  - 3e du championnat du Brésil du contre-la-montre
- 2016
  - 3e du championnat du Brésil du contre-la-montre

### Classements mondiaux
| Année            | 2005 | 2006 | 2007 | 2008 | 2009 | 2010 | 2011 | 2012 | 2013 | 2014 | 2015 | 2016 |
| ---------------- | ---- | ---- | ---- | ---- | ---- | ---- | ---- | ---- | ---- | ---- | ---- | ---- |
| UCI America Tour | 197e | 199e | 343e | 254e |      |      | 326e | 122e | 231e | 408e |      | 228e |